# Mariana Costa
Mariana Costa, född 14 oktober 1992 i São Paulo, är en brasiliansk handbollsspelare som vann VM 2013 med Brasiliens damlandslag i handboll. Costa, som är vänsterhänt, spelar som högersexa.

## Klubblagskarriär
Till 2013 spelade hon för den okända klubben CPH Handebol men i januari 2013 presenterades hon för Vendsyssel Håndbold Hon spade för den klubben till 2014 men valde 2014/2015 att spela för Hypo Niederösterreich också under ett år. År 2015 vann hon en ligatitel i Österrike. Hon återvände till danska Nykøbing Falster HK där hon spelade 2015/2016 och förlängde till 2018 men hade en armskada från september 2016 till 22 januari 2017. Kontraktet bröts i maj 2017. Med NFH vann hon danska mästerskapet. Nästa klubb var rumänska CS Măgura Cisnădie där hon skulle ha spelat 2017 till 2019 men även det kontraktet bröts i förtid. SCM Craiova var hennes klubb till 2018. Hon fortsatte spela i Rumänien men nu för CSM Gloria Bistrița från 2019 till 2021. Från 2021 har hon kontrakt med ungerska klubben Debreczeni VSC

## Landslagskarriär
Mariana Costa var med i Brasiliens landslag som vann VM 2013 då hon bara var 21 år. Hon har fortsatt att spela för landslaget och har nu spelat 65 landskamper och gjort 178 mål för laget. 2017 vann hon Panamerikanska mästerskapet.